# Roger Etchegaray
Roger Marie Élie Etchegaray (Espelette, 1922. szeptember 25. – Cambo-les-Bains, 2019. szeptember 4.) baszk származású francia bíboros. A Marseille érsekeként szolgált 1970 és 1985 között a Római Kúriába való kerülése előtt, ahol az Igazságosság és Béke Pápai Tanácsa elnökeként (1984–1998), és a „Cor Unum” Pápai Tanácsa elnökeként szolgált (1984–1995). Bíborossá 1979-ben kreálták. 2009. december 24-én súlyosan megsérült egy a XVI. Benedek pápa elleni sikertelen támadásban, mialatt a Szent Péter-bazilikában misét celebrált. Törött csontokkal szállították kórházba.

## Egyházi karrierje
Észak-Baszkföldön született Jean-Batiste és Aurélie Etchegaray gyermekeként. Három gyermek közül a legidősebb, két fiatalabb testvére van, Jean és Maïté, az apjuk mezőgazdasági szerelőként dolgozott. Kisszemináriumba Ustaritzba, nagyszemináriumba pedig Bayonne-ba járt a Gregoriana Pápai Egyetemen, Rómában végzett tanulmányai előtt, ahol is szent teológia licenciátust és kánonjogi doktorátust szerzett. A papi rendre Jean Saint-Pierre püspök szentelte.

## Fordítás
- Ez a szócikk részben vagy egészben  a   Roger Etchegaray című angol Wikipédia-szócikk fordításán alapul.  Az eredeti cikk szerkesztőit annak laptörténete sorolja fel. Ez a jelzés csupán a megfogalmazás eredetét és a szerzői jogokat jelzi, nem szolgál a cikkben szereplő információk forrásmegjelöléseként.